# سيغفريد هانسن
سيغفريد هانسن (بالألمانية: Siegfried Hansen)‏ هو مصور ألماني، ولد في 1961 في ملدورف في ألمانيا.

## وصلات خارجية
- سيغفريد هانسن على موقع IMDb (الإنجليزية)